# Armoriale dei comuni del cantone LUX 03 - Diekirch
Questa pagina contiene le armi (stemma e blasonatura) dei comuni del Cantone di Diekirch, Lussemburgo.
| Stemma | Nome del comune e blasonatura |
| ------ | --- |
|        | Bettendorf troncato d'oro e d'argento, alla fascia increspata di rosso attraversante sulla partizione, accompagnata in capo da una croce ancorata di nero, in punta da tre gigli dello stesso posti 2 e 1                      |
|        | Bourscheid d'argento, al castello di cinque torri di rosso, posto su una montagna di verde, caricata di una conchiglia d'oro, il castello sormontato da tre foglie di ninfea di rosso, poste 2 e 1                             |
|        | Diekirch burellato d'oro e d'azzurro di dieci pezzi, alla cima di una torre di rosso, merlata di tre pezzi, murata di nero e finestrata d'argento di due pezzi, sostenente un leone coronato d'argento, armato di rosso        |
|        | Ermsdorf burellato d'oro e d'azzurro di dieci pezzi, alla croce ancorata di rosso vuota d'argento, accompagnata da tre gigli di nero                                                                                           |
|        | Erpeldange-sur-Sûre inquartato in decusse di rosso, alla stella di sette raggi d'oro, e d'argento, alla torta di nero |
|        | Ettelbruck inquartato: nel 1º e 4º le armi nazionali; nel 2º e 3º d'azzurro, al ponte d'oro su un fiume d'azzurro, in capo un caduceo e due covoni di grano d'oro, legati di rosso                                             |
|        | Feulen d'argento, al cane passante di nero, accompagnato da tre foglie di ninfea di rosso |
|        | Hoscheid d'argento, alla fascia a spina di pesce con due punte di rosso, accompagnata da tre foglie di ninfea dello stesso, due in capo e una in punta, con quelle nel capo accostate a una stella a sei raggi di nero         |
|        | Medernach Troncato, cuneato d’argento alla fascia a spina di pesce di rosso, e di nero a tre trifogli d’oro disposti 2 e 1 |
|        | Mertzig D’azzurro alla banda a spina di pesce sinistrata da un’aquila romana d’oro; al capo d’oro caricato di tre picconi di nero                                                                                              |
|        | Reisdorf Fasciato ondato d’oro e d’azzurro di dieci pezzi alla croce trifogliata e vuotata di rosso attraversante in abisso |
|        | Schieren Troncato d’argento e d’oro, alla fascia ondata d’azzurro attraversante sulla partizione, accompagnata in capo da un albero sradicato di verde accostato da due gigli di nero, in punta da una croce ancorata di rosso |